# Agus Indra Kurniawan
Agus Indra Kurniawan (Reggenza di Gresik, 27 febbraio 1982) è un ex calciatore indonesiano, di ruolo centrocampista.

## Carriera

### Club
Ha sempre giocato nel campionato indonesiano.

### Nazionale
Con la maglia della nazionale ha partecipato alla Coppa d'Asia 2004.